# La Remaudière

La Remaudière este o comună în departamentul Loire-Atlantique, Franța. În 2009 avea o populație de 1,116 de locuitori.